# Zwergenhöhle bei Hollenberg
Die Zwergenhöhle, auch als Zwergloch oder Zwergenloch bezeichnet, ist eine 97 Meter lange Spaltenhöhle im Schlossberg unterhalb der Burgruine Hollenberg, südlich von Hollenberg in der Gemeinde Pegnitz in der Fränkischen Schweiz. Im Höhlenkataster Fränkische Alb (HFA) ist die Zwergenhöhle als D 87 registriert. Ihr Eingang liegt auf 509 m ü. NN Höhe. Östlich unterhalb der Zwergenhöhle liegt das Kühloch bei Hollenberg (D 157), eine durch Versturz entstandene Überdeckungshöhle.
Die Zwergenhöhle besitzt zwei Eingänge und wird hauptsächlich von zwei parallel verlaufenden und miteinander verbundenen Spaltengängen gebildet. Im Nord- sowie im Westteil der Höhle existieren noch weitere, teils enge Verzweigungen.